# Taxithelium subtile
Taxithelium subtile là một loài rêu trong họ Sematophyllaceae. Loài này được (Cardot) Broth. mô tả khoa học đầu tiên năm 1909.